# Долни Калњик
Долни Калњик (слч. Dolný Kalník) насељено је мјесто са административним статусом сеоске општине (слч. obec) у округу Мартин, у Жилинском крају, Словачка Република.

## Становништво
| Година:    | 1994. | 2004.   | 2014.     | 2024.     |
| ---------- | ----- | ------- | --------- | --------- |
| Број људи: | 46    | 42      | 179       | 367       |
| Разлика:   |       | -8,69 % | +326,19 % | +105,02 % |

| Година:    | 2023. | 2024.   |
| ---------- | ----- | ------- |
| Број људи: | 366   | 367     |
| Разлика:   |       | +0,27 % |

Према подацима о броју становника из 2011. године насеље је имало 105 становника.